# San Vito
San Vito (sardinsky: Santu Ìdu) je italská obec (comune) v provincii Sud Sardegna v regionu Sardinie. Nachází se ve výšce 10 metrů nad mořem a má přibližně 3 400 obyvatel. Rozloha obce je 231,64 km².